# Kriminalpolitik
Kriminalpolitik ist sowohl ein Teil der Rechtspolitik als auch der Kriminologie. Als Praktische Kriminalpolitik werden staatliche Maßnahmen der Kriminalitätskontrolle und Kriminalprävention bezeichnet. Kriminologische Politikberatung wird Wissenschaftliche Kriminalpolitik genannt.
Praktische Kriminalpolitik kann als Policy-Programm verstanden werden, das die Strategien, Taktiken und Sanktionen festlegt, mit denen die Institutionen der Inneren Sicherheit eine Optimierung der Verbrechenskontrolle erreichen wollen. Derzeit gibt es Tendenzen von Entgrenzung von national und staatlich ausgerichteter Kriminalpolitik, einerseits durch ihre zunehmende Europäisierung, andererseits durch stärkere Einbeziehung von kommerziellen Sicherheits-Anbietern.
Eine negative Kriminalpolitik wird vom Abolitionismus vertreten: Aus Sorge vor totaler Sozialkontrolle bzw. aus Skepsis betreffend die Wirksamkeit und
Notwendigkeit dieser Einrichtungen wird die Abschaffung des Strafrechts und bzw. oder der totalen Institution des Gefängnisses gefordert.